# Арефьево (Московская область)
Арефьево — деревня в составе Темпового сельского поселения Талдомского района Московской области. Население — 0 чел. (2010).
Деревня расположена на западе Талдомского района на границе с городом Дубной. Находится на берегу реки Дубны рядом с деревнями Новотроица и Крияново.
До муниципальной реформы 2006 года входила в Юдинский сельский округ.

## Население
| 1926 | 2002 | 2006 | 2010 |
| ---- | ---- | ---- | ---- |
| 37   | ↘0   | →0   | →0   |